# Chuck Jackson
Pour les articles homonymes, voir Jackson.
Chuck Jackson est un chanteur de rhythm and blues américain né le 22 juillet 1937 en Caroline du Sud et mort le 16 février 2023. Il est l'un des premiers artistes produits avec succès par Burt Bacharach et Hal David. Il interprète plusieurs chansons au succès modéré à partir de 1961, dont I Don't Want to Cry, Any Day Now, I Keep Forgettin' voire All Over The World, certaines se classant au Billboard Hot 100.
Il est l'un des premiers fondateurs du genre rhythm and blues. 
Il reçoit un Pioneer Award à la Rhythm and Blues Foundation en 1992 ainsi qu'un Joe Pope Pioneer Award au Carolina Beach Music Hall Of Fame en 2009.

## Biographie
Jackson naît le 22 juillet 1937 à Latta, Caroline du Sud, d'une mère nommée Lucille et d'un père qu'il a jamais connu. Jackson a un frère et trois sœurs. Sa mère le met sous la garde de ses grands-parents alors il n'a que dix-huit mois. Voulant échapper au travail fatigant dans les champs de coton, sa mère déménage au nord de Pittsburgh en Pennsylvanie, pour trouver du travail, sans Jackson. Les grands-parents de Jackson le font travailler très jeune dans la cueillette du coton dans les champs en Caroline du Sud. Sa lutte contre la fatigue dans les champs pendant les périodes chaudes est la musique. Le jeune garçon commence à chanter du gospel dans une chorale à l'église à l'âge de six ans. Il est si doué qu'à l'âge de huit ans, il possède sa propre émission de radio de quinze minutes le dimanche matin dans lequel il joue du piano et pratique le chant. À douze ans, Jackson participe à un concours à l'échelle de l'État avec la chorale de son église. Mais la Cour suprême américaine décide d'appliquer la ségrégation inconstitutionnelle dans les écoles en Caroline du Sud à l'encontre des étudiants afro-américains. Chuck Jackson connaît à treize ans la fermeture de son école. Il est renvoyé travailler dans les champs de coton mais décide très vite de son plein gré de suivre sa mère vers le nord à Pittsburgh en 1950 pour obtenir une éducation.

### Carrière
En 1955, Chuck Jackson intègre le groupe de doo-wop The 5 Mellows en tant que chanteur ténor. Après son départ du groupe, ce dernier est renommé The 4 Dots. En 1955 et 1956, Jackson commence à chanter et enregistrer avec les Ray Raspberry Gospel Singers basé à Cleveland aux côtés de Doris Willingham.
Encore jeune homme, Chuck Jackson retourne en Caroline du Sud en 1956 pour utiliser sa bourse. Il est inscrit à South Carolina State College (SCSC) à Orangeburg, école spécialisée en musique. Chuck étudie avec le chef du département de la musique et les mentors Ellen Simmons et Clyde Toomer. Mais une fois de plus, la ségrégation très présente au Sud le force à repartir au Nord à Pittsburgh. Au SCSC, Jackson a été en fait victime de l'une des premières grandes batailles lors du mouvement des droits civiques.
Entre 1957 et 1959, il est membre d'un autre groupe de doo-wop The Del-Vikings, dont il est le chanteur principal sur une des chansons du groupe Willette en 1957.

### De Wand à Motown
Après son départ du groupe, Jackson est découvert par le chanteur de blues Jackie Wilson et accepte son offre de joindre la Jackie Wilson Revue au Apollo Theater à New York en 1960,. Wilson accorde à Jackson une performance solo lors de ses prestations. Jackson part en tournée avec la Jackie Wilson Revue en apparaissant dans d'autres salles de spectacles comme The Regal à Chicago, The Uptown à Philadelphie, et The Howard à Washington (D.C.). Il est notamment découvert par le producteur Luther Dixon pendant sa performance solo au concert de Wilson. D'autres labels tels que Brunswick (sous lequel Wilson enregistre régulièrement), RCA et Columbia manifestent leur intérêt de recruter Jackson mais ce dernier décide de signer un contrat d'enregistrement avec la filiale Wand Records du label Scepter Records. Dans un entretien téléphonique en 2004, il commente que : « il y avait une atmosphère de vraie famille chez Scepter. Tout le monde se connaissait ». Son premier single sous ce label sort en 1961, I Don't Want to Cry, qu'il coécrit, est son premier succès. La chanson est classée à la fois au no 5 du classement Top R&B et no 23 de celui du Top Pop. À cette occasion, sort également un premier album homonyme à la même année, dans lequel il interprète même une reprise d'une chanson à succès de Jackie Wilson, Lonely Teardrops, sortie en 1958. En 1962, son interprétation du titre Any Day Now, à l'origine de Burt Bacharach et Bob Hilliard, devient un autre succès. Sa popularité dans les années 1960 ne fait que croître et le pousse à collaborer avec d'autres artistes reconnus de son époque comme Maxine Brown, voire Tammi Terrell (une future vedette de la Motown) bien plus tard.
Mais l'association de Jackson avec Wand touche à sa fin et Jackson signe en 1967 un contrat avec une maison de disque très réputée, la Motown : « J'ai longtemps été proche de Berry Gordy et sa famille avant même qu'il ne fonde Motown... ». Jackson explique son départ de Wand lors d'un entretien en février 2004 : « La directrice Florence Greenberg et moi nous sommes disputés au téléphone après qu'elle a refusé de payer mes musiciens devant jouer avec moi à une convention d'un disc-jockey. Elle m'a dit que si cela ne convenait pas, je pouvais partir, mais que cela me coûterait [...]. Alors j'ai appelé Smokey Robinson et je lui ai dit que si la Motown me voulait, j'étais prêt mais j'avais besoin d'aide pour obtenir de l'argent afin d'acheter mon contrat avec Wand. Trois jours plus tard, je suis entré dans le bureau de Florence avec un chèque. Elle l'a pris, mais elle était en larmes. Elle ne voulait pas vraiment que je m'en aille... ».
Cependant, trois ans passés avec Motown ne font pas ramener Jackson en tête des charts, même si plusieurs chansons sorties sous ce label figurent néanmoins les classements du Top R&B. Il enregistre un album intitulé Chuck Jackson Arrives! (ou simplement Arrives!) qui est classé 48e au Top R&B Album Charts ; il enregistre encore deux autres albums sous ce label (le dernier étant distribué par l'étiquette V.I.P de Motown) et le quitte en 1970 pour signer un autre contrat chez ABC Records des années plus tard.
Durant l'été 1969, il se produit au Harlem Cultural Festival.

### Contrats avec d'autres labels et nomination auxGrammy Awards
Jackson enregistre un album sous ABC Records Through All Times qui sort en 1973, dont le single I Only Get This Feeling qui atteint la 35e du classement Top R&B la même année et I Can't Break Away qui celui-ci est classé 62e au Top R&B en 1974. Après que la maison de disque ABC ait fait faillite, Jackson signe avec un autre label All Platinum. Jackson classe une autre chanson cette fois-ci no 9 dans les classements, intitulée Love Lights dont le genre est le disco qui est très à la mode à cette époque, sorti sur le label All Platinum en 1975, et Jackson publie un nouveau hit l'année suivante I'm Needing You, Wanting You, classé no 30 au Top R&B. Jackson ne sort qu'un seul album sous le même label intitulé Needing You, Wanting You. En enregistrant sur le label Baby Bollox Jackson atteint les classements Top R&B avec une reprise de la chanson de Bob Marley I Wanna Give You Some Love en 1980. Il sort à la même année deux derniers albums sous un label major comme EMI Records. Jackson ne sort plus vraiment de disques durant les années 1980 jusqu'en 1989 où il enregistre une chanson All Over The World sous Nightmare Records qui devient l'un des titres les plus reconnus en son nom.
Il enregistre en 1992 un autre album intitulé I'll Take Care of You en duo avec la chanteuse de gospel Cissy Houston. Il reçoit à la même année un prix en tant qu'un des pionniers du rhythm and blues. Jackson collabore avec une autre artiste et amie de longue date Dionne Warwick en 1998 sur la chanson If I Let Me Go et sont tous les deux nommés aux Grammy Awards en tant que meilleur duo ; la chanson reçoit notamment des critiques élogieuses et est classée no 19 sur les classements du Gavin Adult Contemporary. Jackson sort un autre titre What Goes Around, Comes Around et ce dernier atteint le no 13 au Gavin Charts.
Plus récemment, dans les années 2000, pour se souvenir de la lutte pour les droits civiques dans son état natal, Chuck Jackson travaille avec les leaders civiques et donne de son temps à l'amélioration de la vie du centre-ville en effectuant en concert et organisant divers événements. Une compilation sort en 2005, intitulée Chuck Jackson - The Motown Anthology, regroupant les meilleures chansons pendant ses "années Motown". Aujourd'hui, l'artiste organise également des spectacles et d'autres événements spéciaux au Apollo Theater de New York où il a commencé sa carrière solo il y a plus de cinquante ans.
Il meurt le 16 février 2023.

## Récompenses
- 1992 : Rhythm and Blues Foundation, "Pioneer Award"
- 2009 : Carolina Beach Music Hall Of Fame "Joe Pope Pioneer Award"

## Discographie

### Albums
| Année         | Titre                                   | Label           | Catalogue            |               |
| Albums studio | Albums studio                           | Albums studio   | Albums studio        | Albums studio |
| ------------- | --------------------------------------- | --------------- | -------------------- | ------------- |
| 1961          | I Don't Want to Cry!                    | Wand            | Wand WDM-650         |               |
| 1962          | Any Day Now                             | Wand            | Wand WDM-654         |               |
| 1963          | Encore!                                 | Wand            | Wand WDM-655         |               |
| 1964          | Chuck Jackson on Tour                   | Wand            | Wand WDM-658         |               |
| 1965          | Mr. Everything                          | Wand            | Wand WDM-667         |               |
| 1966          | A Tribute to Rhythm and Blues           | Wand            | Wand WDM-673         |               |
| 1966          | A Tribute to Rhythm and Blues, Volume 2 | Wand            | Wand WDM-676         |               |
| 1966          | Tribute to the King                     | Wand            | Wand WDM-680         |               |
| 1968          | Chuck Jackson Arrives!                  | Motown          | Motown MS-667        |               |
| 1969          | Goin' Back to Chuck Jackson             | Motown          | Motown MS-687        |               |
| 1970          | Teardrops Keep Falling on My Heart      | Motown          | V.I.P VS-403         |               |
| 1973          | Through All Times                       | ABC Records     | ABCX-798             |               |
| 1975          | Needing You, Wanting You                | All Platinum    | All Platinum AP-3014 |               |
| 1980          | After You                               | EMI America     | ?                    |               |
| 1980          | I Wanna Give You Some Love              | EMI America     | EMI SW-17031         |               |
| 1994          | Chuck Jackson                           | Platinum Pop    | ?                    |               |
| 1998          | I'll Never Get Over You                 |                 | ?                    |               |
| Compilations  |                                         |                 |                      |               |
| 1977          | The Great Chuck Jackson                 | Bulldog         | ?                    |               |
| 1967          | Greatest Hits                           | Wand Records    | Wand WDM-683         |               |
| 1984          | Mr. Emotion                             | Kent Records    | KENT 033             |               |
| 1987          | A Powerful Soul                         | Kent Records    | KENT 073             |               |
| 1990          | Good Things                             | Kent Records    | CD KEND-935          |               |
| 1991          | Any Day Now                             | Instant Records | CD INS 5048          |               |
| 1992          | I Don't Want To Cry                     | Charly Records  | CD CD-1025           |               |
| 1992          | Any Day Now                             | Charly Records  | ?                    |               |
| 1997          | The Very Best of Chuck Jackson          | Varèse Vintage  | Varèse VSD-5777      |               |
| 1998          | Smooth, Smooth Jackson                  | Sequel Records  | ?                    |               |
| 2005          | Chuck Jackson - The Motown Anthology    | Motown          | ?                    |               |

Album en duo
| Année | Titre                        | En duo avec   | Label         | Catalogue      |
| ----- | ---------------------------- | ------------- | ------------- | -------------- |
| 1963  | Chuck Jackson & Young Jessie | Young Jessie  | Crown Records | Crown CST-354  |
| 1965  | Saying Something             | Maxine Brown  | Wand          | Wand WDM-669   |
| 1967  | Hold On, We're Coming        | Maxine Brown  | Wand          | Wand WDM-678   |
| 1967  | The Early Show               | Tammi Terrell | Wand          | Wand WDM-682   |
| 1992  | I'll Take Care of You        | Cissy Houston | Shanachie     | Shanachie 9002 |

### Singles
| Année | Single                                             | Classements | Classements | Classements |
| Année | Single                                             | US          | US R&B      |             |
| ----- | -------------------------------------------------- | ----------- | ----------- | ----------- |
| 1961  | I Don't Want to Cry                                | 36          | 5           |             |
| 1961  | (It Never Happens) In Real Life                    | 46          | 22          |             |
| 1961  | Mr. Pride                                          | 91          | -           |             |
| 1961  | I Wake Up Crying                                   | 59          | 13          |             |
| 1962  | Any Day Now                                        | 23          | 2           |             |
| 1962  | I Keep Forgettin'                                  | 55          | -           |             |
| 1962  | Who's Gonna Pick Up the Pieces                     | 119         | -           |             |
| 1962  | Getting Ready For the Heartbreak                   | 88          | -           |             |
| 1963  | Tell Him I'm Not Home (fear. Doris Troy)           | 42          | 12          |             |
| 1963  | Tears of Joy                                       | 85          | -           |             |
| 1963  | I Will Never Turn My Back On You                   | 110         | 29          |             |
| 1963  | Any Other Way                                      | 81          | -           |             |
| 1964  | Hand It Over                                       | 92          | -           |             |
| 1964  | Beg Me                                             | 45          | -           |             |
| 1964  | Somebody New                                       | 93          | -           |             |
| 1964  | Since I Don't Have You                             | 47          | -           |             |
| 1965  | I Need You                                         | 75          | -           |             |
| 1965  | Something You Got (feat. Maxine Brown)             | 55          | 10          |             |
| 1965  | If I Didn't Love You                               | 46          | 18          |             |
| 1965  | Can't Let You Out of My Sight (feat. Maxine Brown) | 91          | -           |             |
| 1965  | I Need You So (feat. Maxine Brown)                 | 98          | 22          |             |
| 1965  | Good Things Come To Those Who Wait                 | 105         | -           |             |
| 1966  | I'm Satisfied                                      | 112         | -           |             |
| 1967  | Hold On I'm Coming (feat. Maxine Brown)            | 91          | 20          |             |
| 1967  | Daddy's Home (feat. Maxine Brown)                  | 91          | 46          |             |
| 1967  | Shame On Me                                        | 76          | 40          |             |
| 1968  | (You Can't Let the Boy Overpower) The Man in You   | 94          | -           |             |
| 1969  | Are You Lonely For Me Baby                         | 107         | 27          |             |
| 1969  | Honey Come Back                                    | -           | 43          |             |
| 1973  | I Only Get This Feeling                            | 117         | 35          |             |
| 1973  | I Can't Break Away                                 | -           | 62          |             |
| 1974  | Love Lights                                        | -           | 9           |             |
| 1975  | I'm Needing You, Wanting You                       | -           | 30          |             |
| 1980  | I Wanna Give You Some Love                         | -           | 90          |             |